# 부성급시

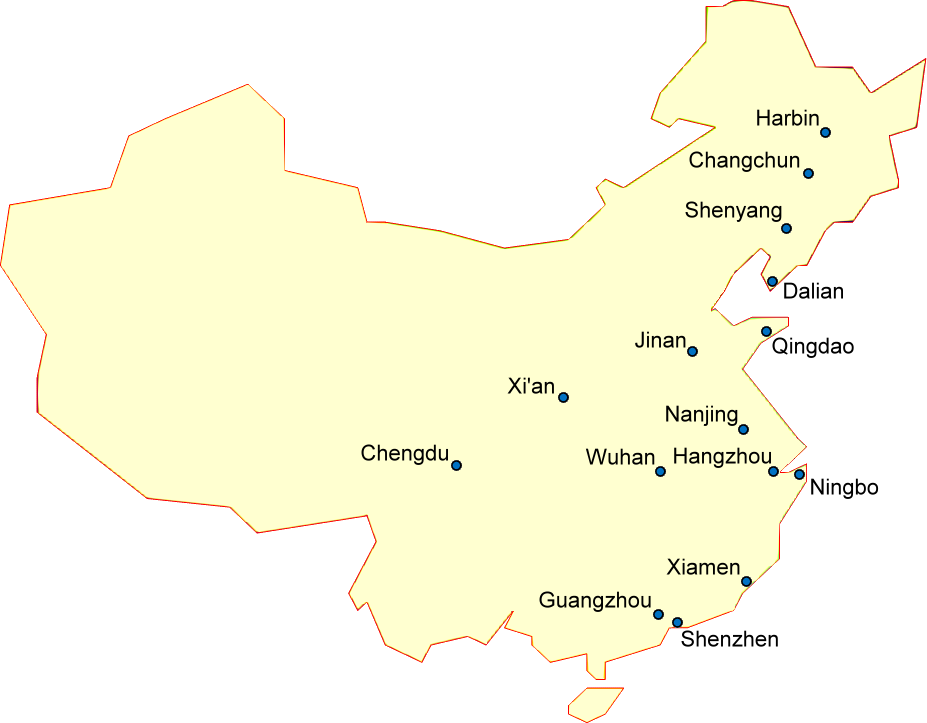
부성급시의 위치

부성급시(중국어: 副省级城市)는 중화인민공화국의 행정 단위로, 지급시 중 성 정부에서 경제와 법률에 대해 독립적 권한을 가진 도시이다. 1994년 2월 25일, 16개 도시가 부성급시로 지정되었으며, 그중 충칭이 1997년 직할시로 승격되어 현재는 15개이다. 대한민국의 특례시와 비슷하나, 특례시보다 권한이 조금 더 많다.

## 부성급시

### 성도
- 난징시(장쑤성)
- 광저우시(광둥성)
- 청두시(쓰촨성)
- 선양시(랴오닝성)
- 시안시(산시성 (섬서성))
- 우한시(후베이성)
- 지난시(산둥성)
- 창춘시(지린성)
- 하얼빈시(헤이룽장성)
- 항저우시(저장성)

### 경제특구
- 샤먼시(푸젠성)
- 선전시(광둥 성)

### 국가급경제기술개발구
- 닝보시(저장 성)
- 다롄시(랴오닝 성)
- 칭다오시(산둥 성)

충칭시는 1997년까지는 쓰촨성의 부성급시였으나 직할시로 독립 승격되었다. 신장 생산 건설 병단도 부성급시 수준의 권한을 가진다. 상하이시의 푸둥은 현급구이긴 하지만 부성급시 권한을 가지고 있다. 그리고 난징시도 꾸준히 인구가 늘어나고 있고 정치와 경제 등 다방면적으로 많이 발전하여 곧 직할시로 승격될 예정이다.
부성급시 중에서 행정구역이 아닌 실제 도시지역 기준으로 난징, 청두, 광저우, 선양, 우한 등이 큰편이다.

## 같이 보기
- 특례시 (대한민국)
- 대도시